# Joan Willard Moore
Joan Willard Moore (* 17. Mai 1929 in New York City; † 5. August 2020) war eine US-amerikanische Soziologin sowie Professorin der University of Wisconsin–Milwaukee. Sie amtierte 1984/85 als Präsidentin der Society for the Study of Social Problems (SSSP).

## Werdegang und Wirken
Moore erwarb alle akademischen Titel an der University of Chicago: Bachelor (1948), Master (1953) und Ph.D. (1959). Dort wirkte sie von 1958 bis 1962 als Dozentin und wechselte dann für ein Jahr als Dozentin an die University of California, Los Angeles. Nach einem erneuten Hochschulwechsel war sie von 1963 bis 1972 an der University of California, Riverside erst Assistant professor, dann Associate professor. Es folgten drei Jahre als Associate professor an der University of Southern California. Seit 1975 war Moore Professorin an der University of Wisconsin–Milwaukee, seit 1995 als Emerita.
1963, während ihrer Zeit als Assistant professor an der UC Riverside, erstellte Moore nach Absprache mit der Writers Guild of America eine soziologische Studie über die Erfahrungen von Autoren in der Film- und Fernsehbranche. Sie hielt mehrere Vorträge über ihre Ergebnisse und begann in Zusammenarbeit mit ihrem Ehemann Burton Moore ein Buch über die Geschichte der Guild zu schreiben. Das Buch wurde jedoch nie veröffentlicht. Moore wandte sich anderen Themen, wie Latinos in den USA und Bandenkriminalität, zu.

## Schriften (Auswahl)
- Mit Harry Pachon: Mexican Americans. 2. Auflage, Prentice-Hall, Englewood Cliffs 1976, ISBN 0-13-579516-8.
- Mit Robert Garcia: Homeboys. Gangs, drugs, and prison in the barrios of Los Angeles. Temple University Press, Philadelphia 1978, ISBN 0-87722-121-9.
- Mit Burton M. Moore: Social problems. Prentice-Hall, Englewood Cliff 1982, ISBN 0-13-817387-7.
- Mit Harry Pachon: Hispanics in the United States. Prentice-Hall, Englewood Cliffs 1985, ISBN 0-13-388984-X.
- Going down to the barrio. Homeboys and homegirls in change. Temple University Press, Philadelphia 1991, ISBN 0-87722-854-X.